# CD Ávila Vóley
CD Ávila Vóley (under största delen av sin existens Caja de Ávila CSC) var ett volleybollag från Ávila, Spanien. Laget, som hade börjat träna tillsammans 1976 blev 1987 en del av Casa Social Católica (CSC). Därefter gick den snabbt uppåt i seriesystemet för att 1992 debutera i högsta serien. Där lyckades laget etablera sig och de vann Copa de la Reina 1995 samt deltog i cupspel på Europanivå vid flera tillfällen. Laget kom att bilda en egen klubb som spelade i högsta serien 2005/2006, men den lades ner 5 juni 2006 p.g.a. ekonomiska problem.